# Selawik
Selawik è una città degli Stati Uniti d'America, situata nel Borough di Northwest Arctic, nello Stato dell'Alaska.